# Nội chiến Ba Lan (1704–1706)
Nội chiến Ba Lan (1704–1706) là một phần của cuộc xung đột lớn hơn ở châu Âu, Đại chiến Bắc Âu. Cuộc chiến tập trung vào việc giành ngai vàng giữa Vua Stanisław I được hỗ trợ bởi Liên minh Warsaw và Thụy Điển, và Liên minh Sandomierz do Nga hậu thuẫn của August II. Chiến tranh kết thúc với chiến thắng của Stanisław và Hiệp ước Altranstädt năm 1706, trong đó August II từ bỏ yêu sách của mình đối với ngai vàng. Chiến thắng của Stanisław sẽ chỉ tồn tại trong một thời gian ngắn, tuy nhiên, đến năm 1709, ông sẽ buộc phải từ bỏ ngai vàng để Augustus II trở lại một lần nữa.

## Lý lịch
Khi bắt đầu Đại chiến Bắc Âu, August II là vua Ba Lan, Đại công tước Litva và Đại cử tri của bang Sachsen, đã được bầu vào năm 1697. Năm 1699, ông đã liên minh với Sa hoàng Nga Peter Đại đế trong Hiệp ước Preobrazhenskoye và với Frederik IV của Đan Mạch-Na Uy trong Hiệp ước Dresden, và tham gia cuộc chiến của họ với Đế quốc Thụy Điển sau đó vào năm 1700 khiến liên minh của họ phải chịu một số thất bại, và dẫn đến Charles XII của Thụy Điển xâm chiếm Ba Lan.

## Nội chiến

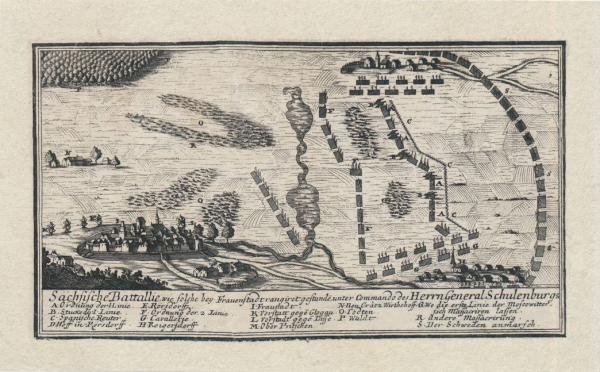
Trận chiến Fraustadt 1706

Thành công của Thụy Điển (đặc biệt là Trận Klissow) đã dẫn đến số lượng các đại thần Ba Lan - Litva ngày càng tăng, đỉnh cao là sự thành lập Liên đoàn Warsaw vào ngày 16 tháng 2 năm 1704 và cuộc bầu cử được chứng thực bởi Thụy Điển là Poznań, Stanisław I, vị vua mới của Ba Lan vào ngày 12 tháng 7 năm 1704.
August vẫn được hưởng sự hỗ trợ của một phe Ba Lan, Liên minh Sandomierz (được thành lập vào ngày 20 tháng 5 năm 1704) và khoảng 75% quân đội Ba Lan. August và những người ủng hộ ông đã tuyên chiến với Thụy Điển và tham gia liên minh Nga chống Thụy Điển tại Narva vào ngày 30 tháng 8 năm 1704.
Đến tháng 10 năm 1703, Augustus phải từ bỏ Warsaw. Một đội quân Russo-Saxo-Ba Lan-Litva sau đó được tập hợp tại Polotsk (Polatsk, Połock, Polockas), một đội quân đồng minh khác ở Sachsen, và một lực lượng đồng minh thứ ba do Tướng Otto Arnold von Paykull chỉ huy (Pajkul) tiến về Warsaw, nơi Charles XII và Stanisław ăn mừng. Các lực lượng Saxo-Ba Lan-Litva của Pajkul đã đến vùng ngoại ô Warsaw vào ngày 31 tháng 7 năm 1705, nơi họ bị đánh bại. Quân đội tại Polotsk đã bị từ chối về phía tây bởi các lực lượng Thụy Điển dưới thời Adam Ludwig Lewenhaupt. Do đó, Stanisław lên ngôi vua tại Warsaw vào ngày 4 tháng 10 năm 1705 ngay sau đó, ông và những người ủng hộ đã ký kết liên minh với Đế quốc Thụy Điển trong Hiệp ước Warsaw vào tháng 11 năm 1705.
Đầu năm 1706, ông tiếp cận Warsaw với một lực lượng kỵ binh và ra lệnh cho Johann Matthias von der Schulenburg chuyển quân đội được tập hợp ở Sachsen vào Ba Lan-Litva. Schulenburg bị chặn lại và đánh bại bởi Carl Gustav Rehnskiöld trong Trận Fraustadt (Wschowa) vào ngày 13 tháng 2 năm 1706. Quân đội được tập hợp tại Polotsk đã được chuyển đến Grodno, nơi họ bị đánh bại về mặt chiến thuật và buộc phải rút về phía đông cùng một lúc. Charles XII sau đó chiếm Sachsen, buộc August phải từ bỏ ngai vàng và các đồng minh của mình trong Hiệp ước Altranstädt vào ngày 13 tháng 10 năm 1706, trong đó Augustus buộc phải từ bỏ yêu sách của mình.

## Hậu quả
Triều đại của Stanisław rất ngắn; năm 1709, người Nga chiến thắng quyết định trong Trận Poltava làm suy yếu vị trí của ông ở Ba Lan. Ngay sau khi Thụy Điển bỏ rơi Ba Lan, và Augustus đã trở lại vị trí của mình như một vị vua. Vị trí của Augustus được ủng hộ bởi người Nga, người sẽ đảm nhận vai trò ngày càng lớn trong chính trị nội bộ Ba Lan sau cuộc xung đột này.

## Trong văn hóa đại chúng
Cuộc nội chiến, cùng với Chiến tranh kế vị Ba Lan sau đó (1733–1738), trong đó Leszczyński thách thức con trai của August, đã trở nên bất tử trong một câu nói của Ba Lan "Jedni do Sasa, drudzy do Lasa" (lit. "Một số cho Sas, số khác cho Las"; với "Sas" là biệt danh của Augustus và "Las", tên gia đình của Stanisław), biểu thị trạng thái chia rẽ, rối loạn và vô chính phủ. Một biến thể khác của câu nói là "Od Sasa do Lasa" (lit."Từ Sas đến Las").